# Estado de emergência climática

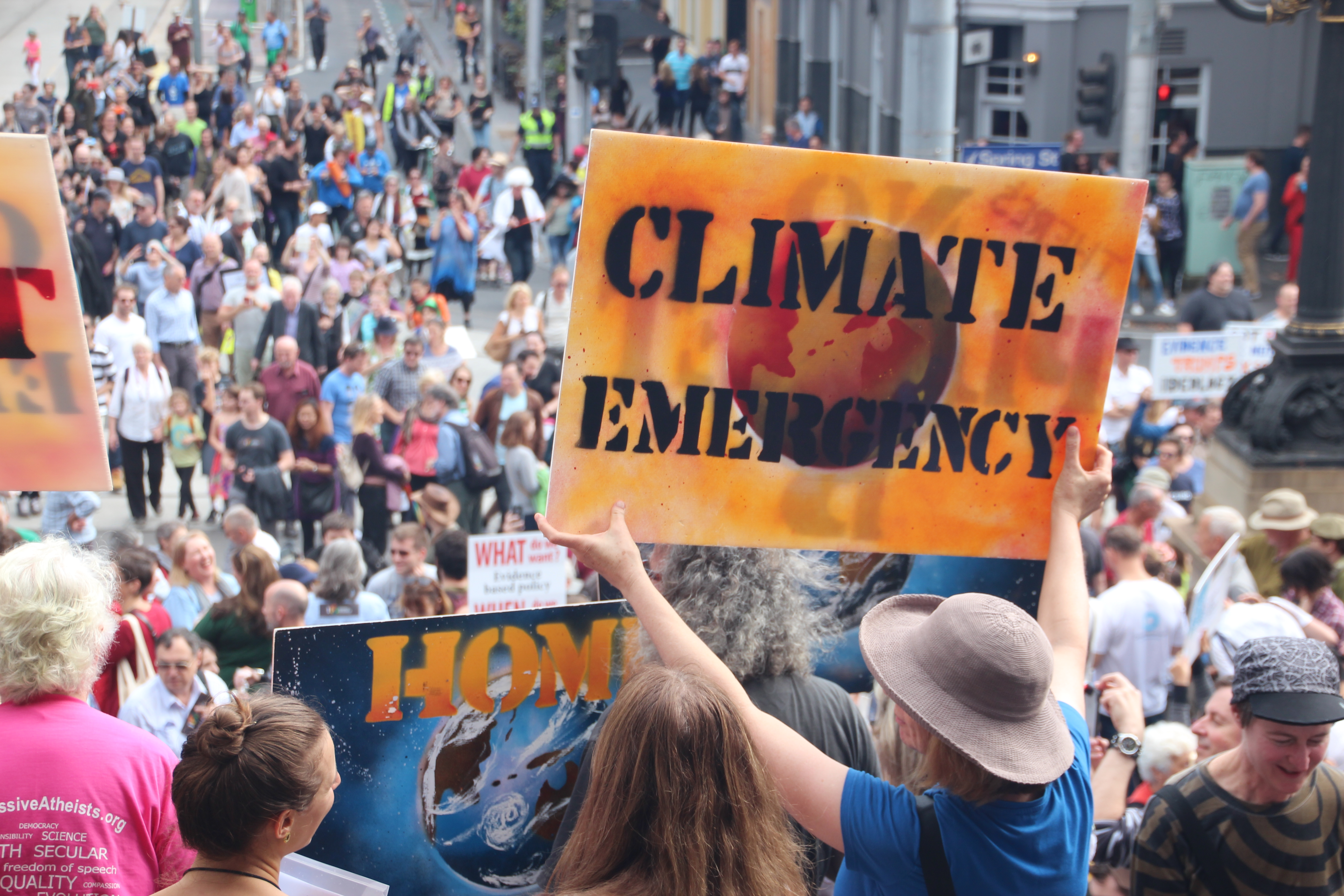
“Emergência climática” escrita em um cartaz na Marcha pela Ciência em Melbourne, Austrália, em 22 de abril de 2017.

A declaração de estado de emergência climática é uma medida adotada por diversas entidades, cidades e universidades como resposta à mudança climática. Trata-se de uma das medidas que propõem vários ativistas e grupos ambientais, como Extinction Rebellion, Ecologistas em Ação, Fridays for Future, Seo Birdlife, WWF Espanha e Greenpeace.
O estado de emergência climática reconhece a extrema gravidade da ameaça representada pelo aquecimento global e envolve a adoção de medidas para conseguir reduzir as emissões de carbono a zero num prazo determinado e exercer pressão política aos governos para que tomem consciência sobre a situação de crise ambiental.
Entre as ações planejadas pelas administrações implicadas encontram-se o impulso das energias renováveis e limpas, a expansão das redes de recarga de veículos elétricos, o banimento dos combustíveis fósseis, reciclagem de lixo e reflorestamento, entre outras. Algumas declarações têm sido criticadas por não incluírem medidas concretas ou por serem mais um exemplo de retórica política sem efeito prático.

## Origem

Cartaz do documentário An Inconvenient Truth.

As expressões "emergência", "crise" ou mesmo "colapso climático", usadas intercambiavelmente, têm origem incerta. O ambientalista Lester Brown, em seu livro Plan B: Rescuing a Planet Under Stress and a Civilization in Trouble de 2003, usou a ideia de emergência, e ele parece ter sido o primeiro a publicá-la. Al Gore adotou o conceito em seu ensaio The Moment of Truth de 2006 e em seu famoso documentário An Inconvenient Truth, e as expressões se tornaram populares a partir da divulgação feita por David Spratt e Philip Sutton em suas publicações de 2007 e 2008.
No entanto, seu uso se tornou "viral" a partir de 2018, quando a ativista Greta Thunberg e os movimentos internacionais Extinction Rebellion, Green New Deal, StudentsStrikers4Climate, entre outros, as adotaram. As expressões se consolidaram como a imagem mais adequada do elevado grau de urgência e perigo do aquecimento global, especialmente em vista das conclusões de uma série de estudos independentes desenvolvidos nos últimos anos.
Darebin, na Austrália, foi o primeiro município do mundo a declarar estado de emergência climática, em 5 de dezembro de 2016, aprovando ao mesmo tempo um plano de ação. Isso foi o resultado de uma mobilização nacional liderada por um grupo de cientistas, políticos, empresários e ambientalistas. Uma carta aberta havia sido publicada no jornal The Age em 23 de junho de 2016, e nela, após considerar a situação, os signatários pediram ao Parlamento que declarasse uma emergência nacional.

## Justificativa
A última grande síntese do IPCC foi publicada em 2021, na sequência de vários outros relatórios, incluindo um relatório especial enfocando o cenário de um aquecimento de 1,5 °C, publicado em 2018. Esses relatórios foram um forte chamado de alerta para os perigosos rumos do aquecimento global. O IPCC é a maior autoridade em aquecimento global, mas a despeito das suas previsões serem reconhecidamente sólidas, há anos têm sido acusadas de conservadoras, havendo diversas análises e previsões que, de acordo com muitos estudos independentes, se mostraram aquém da realidade observada. Segundo alguns dos seus críticos, isso em parte se deve a uma cautela excessiva dos cientistas no momento de expressar a situação, temendo que a pintura de um quadro muito sombrio pareça ao público como alarmismo e perca com isso credibilidade, mas também os representantes dos governos que votam na aprovação do texto dos relatórios, pressionados por grupos políticos e econômicos, de fato tendem a influir para atenuar as previsões mais pessimistas. Uma onda de negacionismo climático que afeta grandes massas de cidadãos comuns e até governos nacionais aumenta a dificuldade dos cientistas na comunicação da ameaça.

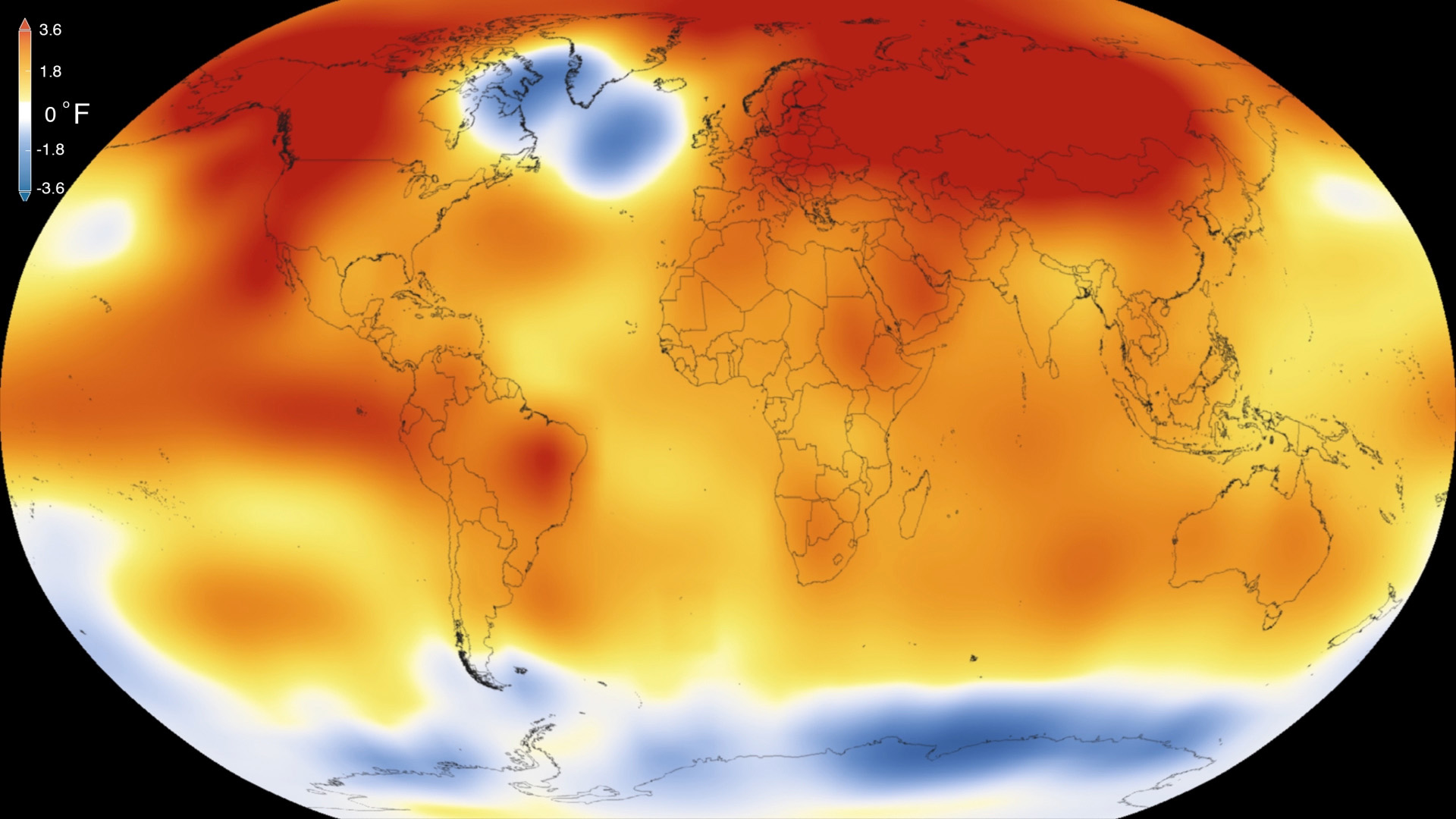
Este gráfico da NASA mostra a intensidade da anomalia térmica global no ano de 2015 em relação à média de 1880. Os últimos anos têm batido recorde sobre recorde em termos de temperatura, e 2018 foi o ano mais quente desde o início dos registros.

O que essa massa de estudos independentes dos últimos anos deixou claro é que a situação é muito mais grave do que se pensava. Os gelos e os solos congelados estão derretendo mais rápido do que o previsto, os mares estão subindo e aquecendo mais rápido do que o previsto, as ondas de calor estão se acentuando mais rápido do que o previsto, os recordes de temperatura têm sido continuamente quebrados. Todas as evidências mais recentes convergem para uma magnificação dos impactos do fenômeno, em parte pela continuidade das emissões de gases estufa e em parte pela ativação de mecanismos internos de autorreforço ou feedback. Já existe um consenso entre os cientistas de que mantidas as tendências atuais até o fim do século a Terra seguramente esquentará de 3 a 5 °C, e talvez até cerca de 7 °C.
Também é um consenso que um aquecimento de 4 °C será o bastante para causar um grande desarranjo no sistema climático e, por consequência, em todos os sistemas produtivos do homem. Um vasto número de espécies será extinta, e com isso todos os ecossistemas serão degradados, podendo entrar em colapso irreversível. O clima se tornará mais instável, mas imprevisível e mais desafiador. Ondas de calor e picos de frio extremo se tornarão o novo patamar de normalidade, grandes áreas férteis serão perdidas, o nível do mar em ascensão poderá desalojar centenas de milhões de pessoas. Crises de abastecimento de víveres, energia, matérias-primas, bem como falhas em sistemas vitais, se tornarão mais graves e frequentes. Os governos se tornarão instáveis, o risco de guerra será aumentado, a fome se espalhará ainda mais, e muitas doenças influenciadas pelo clima surgirão onde antes não existiam. É perfeitamente claro que à medida que as temperaturas sobem, aumentam os riscos e impactos, e esses riscos e impactos vão aumentando desproporcionalmente para mais em relação à subida da temperatura.

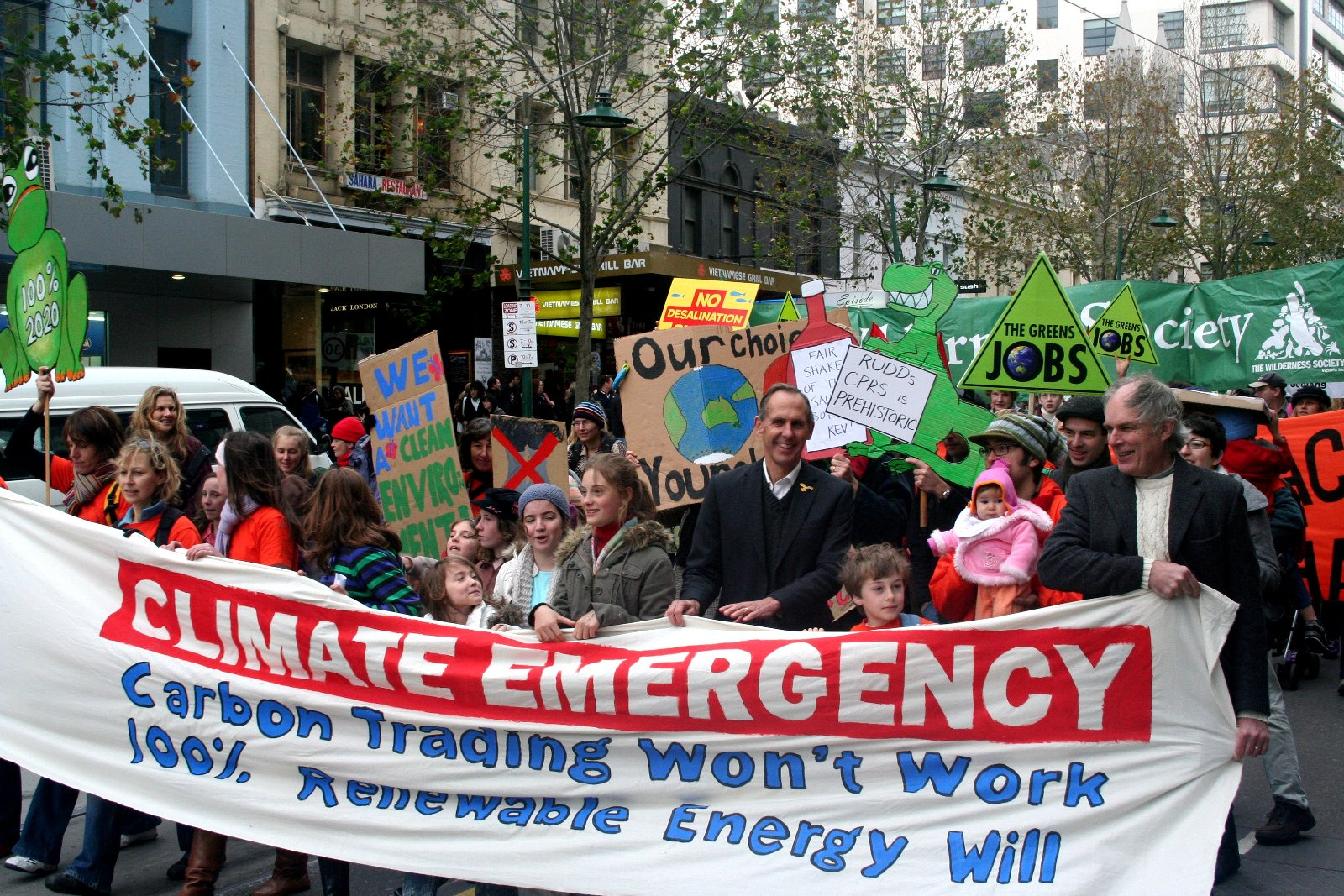
Faixa com a inscrição "Emergência climática — o comércio de carbono não vai resolver — 100% de energia renovável vai", em protesto contra a mudança climática na "Climate Emergency Rally" do Dia da Terra em Melbourne, Austrália, em 13 de junho de 2009.

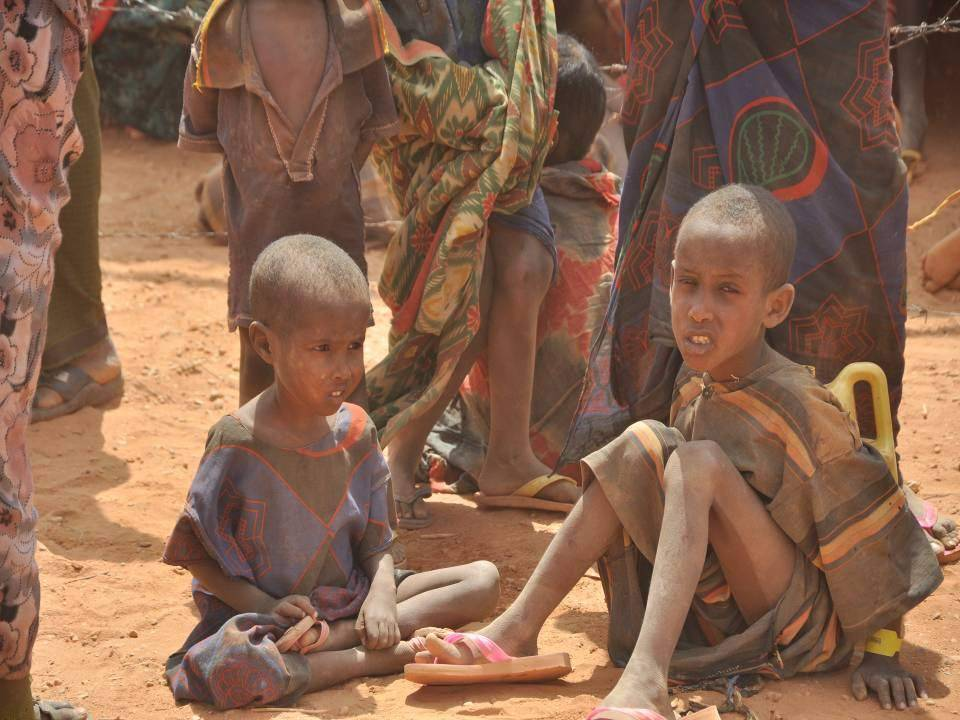
Refugiados climáticos no campo de Dolo Odo na Etiópia.

Aumentam também os riscos de ativação de mecanismos internos de autorreforço do aquecimento, e a progressiva desestabilização do sistema climático aumenta os riscos de mudanças abruptas nos parâmetros do clima, podendo desencadear um aquecimento descontrolado. Se chegarmos a 11 ou 12  °C, quase todas as regiões do mundo se tornariam inabitáveis, e não está descartado um aquecimento de até 20 °C ao fim de algumas centenas de anos. O mundo se tornaria irreconhecível e a civilização como a conhecemos deixaria de existir. Embora a humanidade possa sobreviver à transição, reduzida a alguns poucos milhões de pessoas, sua sobrevivência no longo prazo poderia não ser viável.
O aquecimento global com seu extenso rol de impactos negativos não é uma "hipótese" para o futuro, mas uma realidade presente, que apenas em termos econômicos custa ao mundo anualmente mais de 1,2 trilhão de dólares, e que está piorando a cada dia que passa. O grande problema é que a sociedade não está reagindo de acordo com a gravidade da situação: as emissões de gases estufa continuam subindo, o desmatamento continua, o consumo de materiais, alimentos e energia aumenta sem cessar. Apesar dos múltiplos acordos internacionais, que pretendem ultimamente conter o aquecimento bem abaixo dos 2 °C, de preferência em torno de 1,5 °C, a resposta prática tem sido tímida e tem ficado muito abaixo das reais necessidades.
Diante deste novo quadro que surgiu, muitos cientistas já falam não mais em uma ameaça "perigosa", ou mesmo "catastrófica", mas apontam para um real "risco existencial" para a raça humana. Em outras palavras, já foi percebido que não há mais espaço nem tempo para manter qualquer ilusão de que o aquecimento será contido, de uma ou outra forma, pois ele pode não ser; se as emissões de gases estufa não forem zeradas até meados do século inevitavelmente teremos de 3 a 5 °C de aquecimento e o resultado será catastrófico, e se ocorrer uma mudança abrupta no sistema climático, possibilidade que a cada dia se torna mais real, pode significar o fim da civilização e ameaçar a própria existência da humanidade. Foi neste salto qualitativo na compreensão do aquecimento global e suas implicações que nasceu a necessidade de expressar a todos o perigo iminente e mostrar claramente tudo o que está em jogo e tudo o que pode ser perdido.
A Organização das Nações Unidas reconheceu a emergência climática através de seu secretário-executivo, António Guterres, que disse: "o mundo enfrenta uma grave emergência climática que acontece agora e para todos. [...] A mudança climática avança ainda mais rapidamente do que o previsto por grandes cientistas e supera os esforços para resolvê-la". Também o papa Francisco reconheceu a emergência, advertiu que o tempo está se esgotando, e disse: "Durante tempo demais, fracassamos coletivamente em ouvir os frutos das análises científicas, e as previsões apocalípticas não podem mais ser encaradas com ironia ou desdém". Ursula von der Leyen disse que a emergência climática é a maior ameaça que o planeta enfrenta, e foi eleita presidente da Comissão Europeia prometendo tornar a questão a prioridade do seu mandato.
Refletindo essa mudança de visão, também o influente jornal britânico The Guardian mudou seu manual de redação, orientando que doravante seus jornalistas e articulistas não falem mais em “aquecimento global” ou “mudança do clima”, mas sim em “crise”, “emergência” ou “colapso” do clima. Para o jornal, esses termos descrevem com mais precisão o verdadeiro estado da situação. A diretora de redação Katharine Viner disse que "a expressão ‘mudança do clima’ soa um tanto leve e passiva, mas o que os cientistas estão descrevendo é uma catástrofe para a humanidade". A decisão do Guardian reflete a compreensão mais refinada que a ciência passou a ter do aquecimento global. 'A semântica muda de acordo com o estado do problema', explicou Marcos Buckeridge, biólogo da Universidade de São Paulo (USP) e coautor do último relatório do IPCC, lançado em 2018". Carlos Rittl – secretário executivo do Observatório do Clima, também acredita que “mudança do clima” é uma expressão fraca que não expressa a gravidade do desafio. A expressão "crise" ou "emergência" já está sendo usada na bibliografia científica, mas ainda não foi incorporada pelo IPCC.
Em 5 de novembro de 2019, a revista BioScience publicou um artigo apoiado por mais de 11.000 cientistas identificados de 153 países nos quais declarou "clara e inequivocamente que o planeta Terra está enfrentando uma emergência climática".

## Objetivos e aplicação

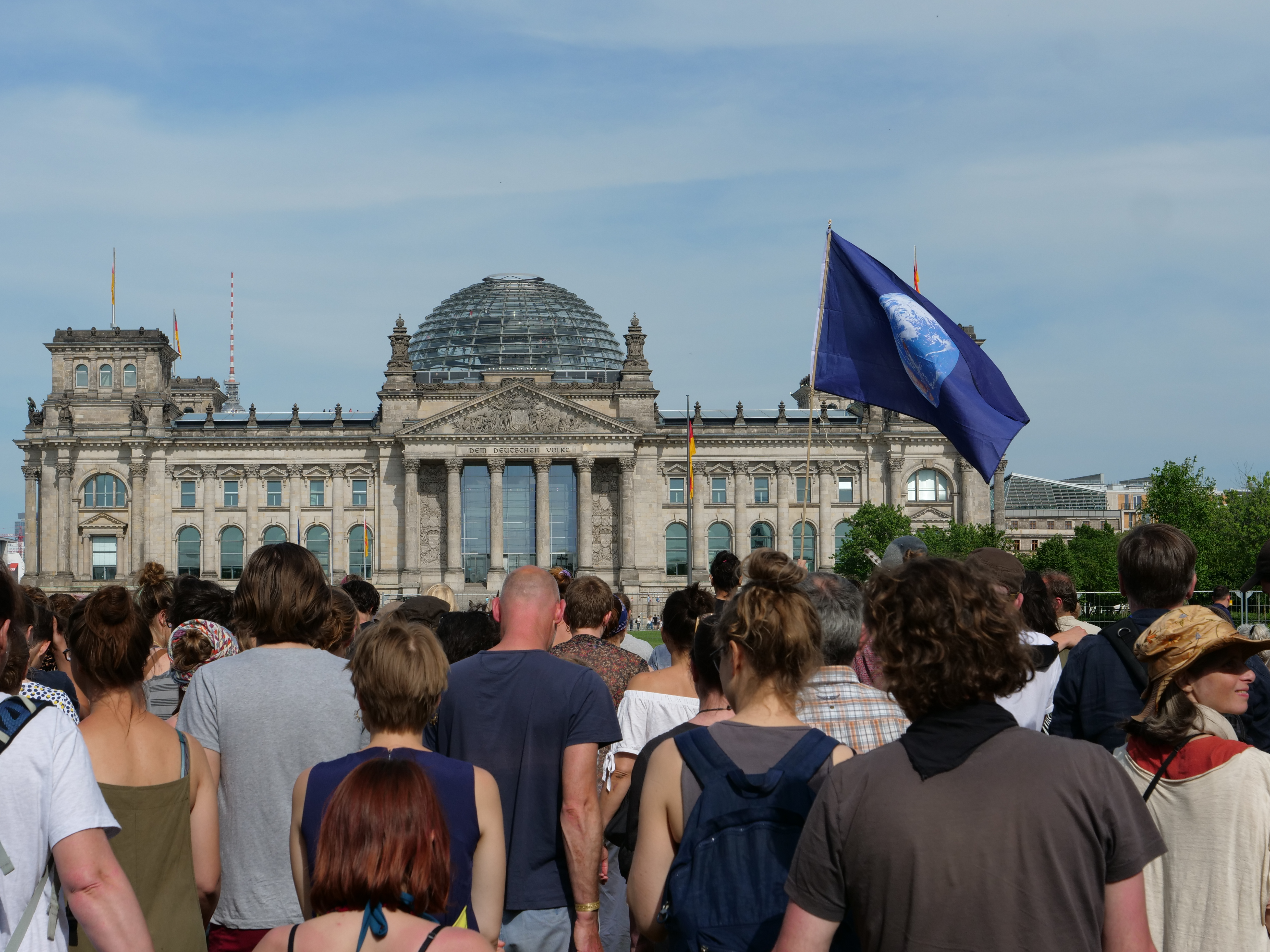
Manifestantes diante do edifício do Parlamento Alemão no dia da declaração de emergência climática pela cidade de Berlim, em 9 de junho de 2019.

A declaração de emergência climática tem metas práticas muito variáveis entre as inúmeras organizações e administrações que a adotaram. No geral se considera imprescindível que as emissões de gases estufa sejam zeradas até meados do século XXI, para que o aquecimento permaneça em torno do 1,5 °C. Essa meta está de acordo com as conclusões mais recentes da ciência, mas em cada local as medidas prioritárias podem ser diferentes, dependendo de contextos socioeconômicos, históricos e políticos particulares. São comuns, por exemplo, propostas de banimento dos combustíveis fósseis e mudança da matriz energética, reciclagem de materiais e resíduos, redução do consumo, saneamento básico, novas práticas agrícolas, reflorestamento, e assim por diante.
Também se considera fundamental a educação da população, disseminar generalizadamente o conhecimento científico para que as controvérsias artificiais promovidas pelo negacionismo climático sejam definitivamente sepultadas e se possa passar à implementação prática de uma mobilização rápida e em larga escala que mire a sustentabilidade permanente.
A dimensão do esforço projetado tem assustado a muitos, que o consideram inatingível, mas exemplos do passado mostram que isso não é verdade e que o destino do planeta ainda não está decretado — embora a inação fará com que seja. No tempo das grandes guerras mundiais foi feito um esforço global comparável àquele considerado necessário para os tempos de agora, criando um senso de emergência coletiva que foi aceito sem questionamento pela população. Para atender àquelas necessidades extraordinárias, imensos recursos foram destinados ao esforço de guerra, a estrutura do poder e administração foi reconstruída, o abastecimento, a indústria, o comércio, os serviços foram reorganizados em questão de meses em escala global, e a população aceitou conviver com racionamentos de alimentos e energia, tudo em nome de uma causa considerada legítima.
A legitimidade da declaração de emergência climática é sustentada pela ciência mais avançada, mas é a consciência generalizada dessa urgência e de necessidade de mudança imediata que ainda precisa surgir no mundo, para que toda a sociedade se organize e mobilize na mesma direção, para que os governos ouçam a ciência e não os mercados, para que se deixe a retórica e se passe à ação, e para que com isso o aquecimento possa ser contido bem abaixo dos 2 °C.
Reconhecendo o risco, até julho de 2019 mais de 700 administrações (estatais, regionais e locais) de 16 países tinham declarado a emergência climática como forma de estabelecer e incentivar metas práticas mais ambiciosas de redução de emissões, e a medida era objeto de debate em lugares como Espanha, Portugal, Polônia, e Índia. Em 2019 o movimento estava presente em 125 países.
Nas palavras de Spratt & Sutton, "declarar uma emergência climática não é apenas uma medida formal ou um gesto político vazio, mas é um reflexo inequívoco do compromisso de um governo e de um povo em promover uma ação em larga escala". Por outro lado, a declaração é recebida por alguns críticos com ceticismo, temendo que possa se tornar mais um daqueles compromissos que nunca saem do papel. Por exemplo, Rebecca Hamilton, ativista juvenil que liderou uma greve climática de escolares em Vancouver, disse que "reconhecer formalmente que estamos numa crise é importante, mas isso significa nada se medidas específicas e concretas não forem tomadas", e Cameron Fenton, porta-voz da ONG 350, disse que sem ação o termo "emergência climática" será esvaziado de sentido. Alex Trembath, diretor do Breakthrough Institute, diante da proposta de senadores norte-americanos para que o Congresso dos Estados Unidos aprovasse uma declaração nacional de emergência, disse: "Estou começando a me preocupar de que coisas como uma declaração nacional de emergência climática se tornem apenas mais uma daquelas coisas que não dão em nada". Para Margaret Klein Salamon, fundadora e diretora da organização Climate Mobilization, "obviamente usar as palavras 'emergência climática' por si não remove carbono da atmosfera, mas estamos tentando produzir com isso uma mudança de paradigma". Javier Andaluz, um dos diretores do movimento Ecologistas em Ação, concorda com essa visão: "Quando mudamos a linguagem, também mudamos a forma como pensamos".

## Entidades que o declararam

Países onde a emergência climática foi declarada (todo o estado ou alguma divisão).

### Países
- Escócia (28 de abril de 2019)[63]
- País de Gales (29 de abril de 2019)[64]
- Irlanda (9 de maio de 2019)[53]
- Canadá (17 de junho de 2019)[65][66]
- França (27 de junho de 2019)[67][68]
- Argentina (18 de julho de 2019)[5]
- Espanha (17 de setembro de 2019)[69][70]
- Áustria (25 setembro de 2019)[71]
- Malta
- Bangladesh
- Itália
- Andorra
- Maldivas
- Coreia do Sul

### Outras administrações
- O Parlamento Europeu declarou a "emergência climática" na União Europeia (UE).[72]
- Reino Unido: O Parlamento do Reino Unido aprovou uma moção apresentada pelo Partido Trabalhista que declara a emergência, mas não é apoiada pelo governo (1 de maio de 2019).[73]
- Estados Unidos: 18 cidades, entre elas Nova York (26 de junho de 2019), Hayward (15 de janeiro de 2019), San Francisco e Chico (2 de abril de 2019).[74][75][76]
- Austrália: mais de 17 de cidades, incluindo Sydney, em 27 de junho de 2019.[77][78]
- Canadá: 384 cidades ao mês de maio de 2019, das quais 365 se encontram na província de Quebec.[79]
- França: as cidades de Mullhouse (9 de maio de 2019),  Rennes.[79][80] e Paris.[81]
- Espanha: a comunidades autónomas de Cataluña (7 de maio de 2019)[82] e Euskadi(30 de julho de 2019)[83] e a cidades de San Cristóbal de La Laguna,[84] Sevilha[85], Castro Urdiales.[86], Saragoça (31 de julho de 2019).[87], Puerto de la Cruz.[88],Sagunto, Zamora, Madrid[89] e Barcelona.[90]
- Itália: a cidade de Acri (29 de abril de 2019), a cidade de Milão (20 de maio de 2019), a cidade metropolitana de Nápoles, a cidade de Lucca, o Consiglio Regionale della Toscana[91] e a cidade de Padua.[92][93][94][95][96]
- Suíça: o semicanton de Basilea-Cidade, os cantones de Jura e Vaud e as cidades de Liestal, Olten e Delemont.[79]
- Alemanha: 60 cidades, entre elas as cidades de Constanza (2 de maio de 2019), Kiel (16 de maio de 2019), Herford, Heidelberg (17 de maio de 2019), Münster (22 de maio de 2019), Telgte, Drensteinfurt, Erlangen, Bochum (6 de junho de 2019), Aquisgrán, Wiesbaden, Neumünster, Saarbrücken, Rüsselsheim am Main, Leverkusen e outros mais.[97][98][99][100][101][102][103][104][105]
- Nova Zelândia: a região de Canterbury (16 de maio de 2019).[106]
- Bélgica: o município de Koekelberg[107]
- Países Baixos: a cidade de Amsterdam[108]
- Áustria: a localidade de Traiskirchen[109]
- Filipinas: a cidade de Bacólod[110]
- Polónia: as cidades de Varsóvia[111] e Cracóvia.[112]
- Brasil: o município de Recife[113]

### Organismos
- Universitat Politècnica de Cataluña[114]
- Universidade de Barcelona[115]
- Universidade de Bristol[116]
- Universidade Complutense de Madrid[117]
- Tate Gallery.[118]
- Em 2019 mais de 7.000 faculdades, universidades, escolas técnicas e faculdades comunitárias de todo o mundo declararam emergência climática em uma carta conjunta entregue à Organização das Nações Unidas.[119]